# 多米尼克·佩罗泰特
多米尼克·弗朗西斯·佩罗泰特（1982年9月21日—），澳大利亚新南威尔士州政治人物，毕业于悉尼大学，为自由党籍，他自2011年起是新南威尔士立法会议员，之前曾担任新州财政厅长等职务。2021年10月當選接任自由党州领袖，並相應成為新南威尔士州州长及至今，直至2023年州選自由黨失利下臺而辭去二職。